# Pseudosinella vandeli
Pseudosinella vandeli is een springstaartensoort uit de familie van de Entomobryidae. De wetenschappelijke naam van de soort is voor het eerst geldig gepubliceerd in 1923 door Denis.